# Pterospora maldaneorum
Pterospora maldaneorum is een soort in de taxonomische indeling van de Myzozoa, een stam van microscopische parasitaire dieren. Het organisme komt uit het geslacht Pterospora en behoort tot de familie Urosporidae. Pterospora maldaneorum werd in 1897 ontdekt door Labbe & Racovitza.